# Aleksandrs Samoilovs
Aleksandrs Samoilovs (Riga, 6 de abril de 1985) é um voleibolista da Letônia, competidor na modalidade de vôlei de praia, campeão mundial na categoria sub-21 em 2005 no Brasil, campeão europeu sub-20 em 2004 e sub-23, nesta última categoria obteve mais uma medalha de bronze em 2006 e na categoria adulto foi medalha de prata na edição do Campeonato Europeu de Voleibol de Praia de 2013 e semifinalista do Campeonato Mundial de Vôlei de Praia de 2013.

## Carreira
Desde a infância Samoilovs era praticante de basquetebol e aos 15 anos de idade seu pai, Genadijs Samoilovs, o levou para suas competições veteranos de vôlei de praia numa cidade na costa do Mar Negro; e cerca de um mês de permanência, seu pai começou a treiná-lo, tempo suficientes para ele decidir em ser um jogador de vôlei de praia. No vôlei de praia Samoilovs estreou internacionalmente na categoria de base no ano de 2003 formando dupla com Valters Ramma, com o qual forma dupla desde 2001 e juntos disputaram o Campeonato Europeu Sub-20 de Salzburgo conquistando nesta competição o honroso quinto lugar e no mesmo ano disputaram o Campeonato Mundial Sub-21 em Saint Quay Portrieux, terminando esta edição em vigésimo primeiro lugar.
Formou dupla também com Ruslans Sorokins em 2004. Na categoria infanto-juvenil, competiu ao lado de Mārtiņš Pļaviņš na conquista inédita da medalha de ouro no Campeonato Europeu Sub-20 de 2004 cuja sede do evento foi em Koper e com essa formação de dupla e nesse mesmo ano disputou o Campeonato Mundial Sub-21 realizado em Portugal, quando melhorou sua colocação em relação a edição anterior terminando em quinto lugar.
No Circuito profissional internacional estreou em 20 de julho de 2005 no Aberto da Polônia em Stare Jabłonki ao lado de Mārtiņš Pļaviņš terminando na vigésima quinta posição.Ainda formando dupla com Mārtiņš Pļaviņš disputou competições na categoria juvenil sagrando-se campeão em 2005 do Campeonato Europeu Sub-23 realizado em Myslowice e nesse mesmo ano já competindo na categoria adulta conquistou ao lado de Mārtiņš Pļaviņš o título da etapa do Torneio Challenger & Satélite da Finlândia, já na etapa do Torneio Challenger & Satélite da Ucrânia terminam na nova posição. Sagrou-se medalha de ouro no Campeonato Mundial Sub-21 de 2005 disputado no Rio de Janeiro ao lado de Pļaviņš
No ano de 2006 disputando entre adultos, consegue o quinto lugar do Torneio Challenger & Satélite da República Tcheca e em sétimo na etapa da Itália, terminando na décima posição no geral. Ainda nesse ano jogou ao lado de Ruslans Sorokins pelo Circuito Mundial de Vôlei de Praia nas etapas: Zagreb, Roseto degli Abruzzi e Espinho, obtendo nesta última na vigésima quinta posição, sendo a melhor marca no referido ano e as demais etapas atuou com Pļaviņš: Marseille e Montreal, obtendo nesta última o décimo terceiro lugar, já nas etapas de Saint Petersburg e Klagenfurt,ficou com o centésimo nono lugar na classificação geral. Na edição do Campeonato Europeu de 2006 ao lado de Pļaviņš terminou no vigésimo primeiro lugar na etapa da Turquia e da Suíça, consequentemente mesma colocação na classificação geral. Competiu na categoria de base ao lado de Pļaviņš também em 2006, obtendo mais uma importante medalha de bronze no Campeonato Europeu Sub-23 em St. Pölten.
Ao lado de Pļaviņš em 2007 disputou o Circuito Mundial, tendo a melhor colocação na etapa de Roseto degli Abruzzi, terminando no geral em quadragésimo sétimo lugar e no Campeonato Mundial de 2007 terminou na trigésima sétima posição. No Campeonato Europeu de Voleibol de Praia de 2007 realizado na Rússia fica na décima terceira posição.
Samoilovs disputando o Circuito Mundial de 2008 teve como melhor colocação a quinta posição da etapa de Barcelona, e no geral terminou na quadragésima quinta posição.Nas três ultimas etapas finais jogou ao lado de Ruslans Sorokins e nesta mesma temporada disputou a edição da Olimpíada de Pequim, quando formou dupla de Mārtiņš Pļaviņš e terminou na nona posição, desfazendo a dupla após a competição.
Em 2009 disputou todas as etapas do Circuito Mundial ao lado de Ruslans Sorokins, obtendo como melhor resultado o segundo lugar na etapa da Noruega e na classificação geral ocupou a trigésima quinta colocação. Na edição de 2009 do Campeonato Europeu de Voleibol de Praia ao lado de Ruslans Sorokins, em décimo sétimo lugar.
No Campeonato Mundial 2009 jogando com Sorokins conquista a nona colocação. Formando dupla com Ruslans Sorokins nas etapas do Circuito Mundial de 2010 obteve a nona posição em três etapas, sendo a melhor marca alcançada pela dupla e estas posições ocorreram na República Tcheca, Noruega, Suíça, na classificação geral terminaram em quadragésimo segundo lugar. Na edição do Campeonato Europeu de Voleibol de Praia da Alemanha em 2010, também atuou ao lado de Sorokins, tendo melhor marca em etapas o quinto lugar e no geral a nona posição.
Samoilovs competindo no Circuito Mundial de 2011, juntamente com Sorokins, obtém o quinto lugar no Canadá, esta a melhor colocação em todas etapas da competição e no geral mantém o quadragésimo segundo lugar do ano anterior. Na edição do Campeonato Europeu de Voleibol de Praia de 2011 sediado na Noruega, competindo ao lado de Soroskins, ao término desta competição obteve o décimo sétimo lugar.
Na temporada 2012, Samoilovs disputou o Circuito Mundial de 2012 obtendo como melhor resultado o quinto lugar em quatro etapas: China,República Tcheca, Rússia, Itália e no geral terminou na décima sétima colocação e nesse mesmo ano competiu no Campeonato Europeu de Voleibol de Praia, finalizando na etapa de The Hague em nono lugar e nesta mesma posição na etapa de Varna, na classificação geral encerrou em vigésimo terceiro lugar. Ainda no ano de 2012, disputou sua segunda edição de Jogos Olímpicos, repetindo a mesma colocação obtida na China, foi nono colocado da Olimpíada de Londres 2012 formando dupla com Ruslans Sorokins.
Samoilovs a partir de 2013 formou dupla com Jānis Šmēdiņš.Disputou as etapas do Circuito Mundial, vencendo a etapa de Corrientes, foi segundo lugar no Grand Slam de The Hague, Grand Slam de Roma e o venceu o Grand Slam de Moscou.No Campeonato Mundial de Voleibol de Praia de 2013 terminou em nono lugar, terminou no Circuito Mundial em terceiro lugar. Na edição do Campeonato Europeu de 2013, obteve nona colocação na etapa da Baden-Áustria, quando formou dupla com Jānis Pēda, outra melhor colocação conquistou na etapa de Klagenfut ao lado de Jānis Šmēdiņš ficando em segundo lugar e na classificação final terminou em sétimo lugar.

## Parceiros
| Parceiro         | País    | De   | Até  |
| Valters Ramma    | Letônia | 2001 | 2003 |
| Mārtiņš Pļaviņš  | Letônia | 2003 | 2008 |
| Ruslans Sorokins | Letônia | 2008 | 2012 |
| Jānis Šmēdiņš    | Letônia | 2012 | 2013 |

## Títulos e Resultados
- 2003-5º Lugar do Campeonato Europeu Sub-20 (Salzburgo,  Áustria)[8]
- 2003-21º Lugar do Campeonato Mundial Sub-21 (Saint Quay Portrieux,  França)[9]
- 2004-5º Lugar do Campeonato Mundial Sub-21 (Porto Santo,  Portugal)[11]
- 2005- Campeão da Etapa do Torneio Challenger & Satélite (Turku,  Finlândia)[12]
- 2005-9º Lugar do da Etapa do Torneio Challenger & Satélite (Kiev,  Ucrânia)[13]
- 2006-5º Lugar do Torneio Challenger & Satélite da República Tcheca (Brno,  Chéquia)[14]
- 2006-7º Lugar do Torneio Challenger & Satélite da Itália (Cagliari,  Itália)[14]
- 2006-21º Lugar Campeonato Europeu (Alany,  Turquia & Lucerne,  Suíça )[16]
- 2007-13º Lugar Campeonato Europeu ( Moscou,  Rússia)[18]
- 2008- 9º Lugar nos Jogos Olímpicos (Pequim,  China)[5][10]
- 2009-9 º Lugar no Campeonato Mundial de Vôlei de Praia (Stavanger,  Noruega)[5]
- 2009-17º Lugar Campeonato Europeu (Berlim ,  Alemanha)[21]
- 2010-9º Lugar Campeonato Europeu (Berlim,  Alemanha) [5][23]
- 2011-17º Lugar Campeonato Europeu (Kristiansand,  Noruega)[25]
- 2012- 17º Lugar Circuito Mundial de Vôlei de Praia[26]
- 2012- 9º Lugar nos Jogos Olímpicos de Verão de 2012(Londres, Inglaterra)[5]
- 2012-23º Lugar Campeonato Europeu (The Hague Países Baixos & Varna  Bulgária)[27]
- 2013-9º Lugar no Campeonato Mundial de Vôlei de Praia (Stare Jablonki,  Polónia)[5]
- 2013- 3º Lugar Circuito Mundial de Vôlei de Praia[28]
- 2013-7º Lugar Campeonato Europeu(Baden & Klagenfurt,  Áustria)[29]

## Ligações Externas
- Perfil Samoilovs- FIVB (en)